# Elche Club de Fútbol 2011-2012
Questa voce raccoglie le informazioni riguardanti l’Elche Club de Fútbol nelle competizioni ufficiali della stagione 2011-2012.

## Organico

### Rosa
| N. |                      | Ruolo | Calciatore          |
| -- | -------------------- | ----- | ------------------- |
| 1  | Spagna (bandiera)    | P     | Leandro             |
| 2  | Spagna (bandiera)    | D     | Javier Carpio       |
| 4  | Spagna (bandiera)    | D     | Xabier Etxeita      |
| 6  | Spagna (bandiera)    | C     | Luismi Loro         |
| 7  | Spagna (bandiera)    | C     | Perico              |
| 8  | Spagna (bandiera)    | C     | Sergio Mantecón     |
| 9  | Spagna (bandiera)    | A     | Ángel               |
| 10 | Spagna (bandiera)    | C     | Kike Mateo          |
| 11 | Spagna (bandiera)    | C     | Miguel Palanca      |
| 12 | Francia (bandiera)   | D     | Grégory Béranger    |
| 14 | Danimarca (bandiera) | A     | Nicki Bille Nielsen |

| N. |                      | Ruolo | Calciatore      |
| -- | -------------------- | ----- | --------------- |
| 15 | Argentina (bandiera) | C     | José Acciari    |
| 16 | Spagna (bandiera)    | C     | Rúper           |
| 17 | Spagna (bandiera)    | C     | Jordi Xumetra   |
| 18 | Spagna (bandiera)    | D     | Sergio Pelegrín |
| 19 | Spagna (bandiera)    | A     | Miguel Linares  |
| 20 | Spagna (bandiera)    | C     | David Generelo  |
| 21 | Spagna (bandiera)    | D     | Edu Albácar     |
| 22 | Spagna (bandiera)    | D     | Javier Flaño    |
| 23 | Spagna (bandiera)    | C     | Jorge Luque     |
| 24 | Spagna (bandiera)    | D     | Héctor Verdés   |
| 25 | Spagna (bandiera)    | P     | Juan Carlos     |